# Salvador Alonso
Salvador Alonso (ur. 13 maja 1974 w Buenos Aires) – argentyński szachista, arcymistrz od 2009 roku.

## Kariera szachowa
Kilkukrotnie stertował w finałach indywidualnych mistrzostw Argentyny, najlepszy wynik odnosząc w 2005 w Los Polvorines, gdzie zajął IV miejsce. Normy na tytuł arcymistrza wypełnił w Vicente Lopez (2004, I m.), Santiago (2008, turniej ITT Norma GM ENDESA, dz. I m. wspólnie z Rubénen Felgaerem) oraz Buenos Aires (2009, dz. I m. wspólnie z André Diamantem i Andresem Rodriguezem Vilą).
Do innych jego indywidualnych sukcesów należą m.in.:
- dz. I m. w Sitges (2003, wspólnie z Juanem Borgesem Mateosem i Władimirem Georgijewem),
- dz. II m. w Montcada i Reixac (2003, za Wiktorem Moskalenko, wspólnie z m.in. Azerem Mirzojewem, Olegiem Korniejewem i Rubénem Felgaerem),
- I m. w Santiago de Chile (2006),
- dz. I m. w Mar del Placie (2008, wspólnie z Leonardo Tristanem(inne języki)),
- dwukrotnie I m. w Santiago de Chile (2008, turnieje ITT Norma MI ENDESA),
- I m. w Mar del Placie (2009),
- dz. I m. w Buenos Aires (2009, wspólnie z Sergio Slipakiem i Pablo Barrionuevo(inne języki)).

Najwyższy ranking w dotychczasowej karierze osiągnął 1 stycznia 2013, z wynikiem 2525 punktów.